# Rivudiva
Rivudiva is een geslacht van haften (Ephemeroptera) uit de familie Baetidae.

## Soorten
Het geslacht Rivudiva omvat de volgende soorten:
- Rivudiva coveloae
- Rivudiva minantenna
- Rivudiva trichobasis
- Rivudiva venezuelensis